# Lecanora prosecha
Lecanora prosecha är en lavart som beskrevs av Ach. Lecanora prosecha ingår i släktet Lecanora och familjen Lecanoraceae.   Inga underarter finns listade i Catalogue of Life.